# Cybaeus gonokawa
Espèce
Cybaeus gonokawa est une espèce d'araignées aranéomorphes de la famille des Cybaeidae.

## Distribution
Cette espèce est endémique de Honshū au Japon,. Elle se rencontre dans les préfectures de Hiroshima et de Shimane.

## Description
Le mâle holotype mesure 3,4 mm et la femelle paratype mesure 3,6 mm.

## Étymologie
Son nom d'espèce lui a été donné en référence au lieu de sa découverte, le Gōno-kawa.

## Publication originale
- Ihara, 1993 : Five new small-sized species of the genus Cybaeus (Araneae: Cybaeidae) from the Chugoku District, Honshu, Japan. Acta Arachnologica, vol. 42, no 2, p. 115-127 (texte intégral).